# 東毛広域幹線道路
東毛広域幹線道路（とうもうこういきかんせんどうろ）は、群馬県高崎市から邑楽郡板倉町に至る、国道354号のバイパス群の総称である。通称は「東毛広幹道」や単に「354バイパス」である。

## 概要
群馬県の中毛・西毛地域（県央地域）と東毛地域の連絡強化のために計画されたバイパスの総称で、高崎駅から東北自動車道館林ICを連絡する幹線道路でもある。群馬県南部の東西を結ぶ道路であり、周辺道路の渋滞解消や沿線の産業立地、物流の効率化などに資する道路として期待されている。
ただし、立体化されている交差点は多くなく、朝夕の通勤・帰宅ラッシュ時には混雑する。
。

### 路線データ
- 起点：高崎市栄町
- 終点：邑楽郡板倉町大字板倉
- 延長：58.6 km[1]
- 区分：4種1級
- 設計速度：60km/h
- 幅員：25.0 - 35.0 m（車道13.0 m）
- 車線数：完成4 - 6車線
- 全体事業費：1460億円

## 歴史
- 1981年（昭和56年）
  - 国道17号上武道路が開通したことに伴い、現在の伊勢崎市境木島から境三ツ木の区間として開通。
  - 太田市の西部工業団地内を結ぶ下田島交差点から細谷町の区間が開通。
- 1996年（平成8年）11月 : 境三ツ木交差点から下田島交差点を結ぶ区間が開通。
- 2006年（平成18年）
  - 3月27日 : 細谷町交差点から約700 m先にある群馬県道301号小島太田線の福沢町北交差点までの区間が開通。これでも用地買収が多難である。
  - 10月24日 : 上記区間から西矢島町の国道407号との交点までの約1.8 kmの区間が開通。
- 2008年（平成20年）8月23日 : 大泉工区のうち都市計画道路東別所坂田線から群馬県道38号足利千代田線までの1.35 kmが暫定2車線で開通。
- 2013年（平成25年）9月28日 : 大泉邑楽バイパス 邑楽郡大泉町北小泉から邑楽町篠塚までの約3.1 kmが暫定2車線で開通[3]。
- 2014年（平成26年）
  - 4月11日 : 太田市街地部分の約2.4 kmが開通[4][5]。
  - 8月31日 : 玉村伊勢崎バイパスが開通し、東毛広域幹線道路が全線開通[1]。
- 2015年（平成27年）10月19日 : 大泉邑楽バイパス 邑楽郡大泉町北小泉から邑楽町篠塚までの約3.1 kmが4車線で開通[6]。
- 2016年（平成28年）7月9日 : 玉村伊勢崎バイパスが全線4車線化[7]。

## 路線状況

### 事業

#### 高崎駅東口線【街路】
- 起点：高崎市栄町
- 終点：高崎市上中居町
- 幅員：32m
- 車線：完成6車線
- 高崎市栄町の高崎駅東口から高崎市上中居町の高崎市道高崎環状線までの区間の事業名である。全区間が群馬県道24号高崎伊勢崎線に指定されている[8]。

#### 高崎駅周辺（東口）【区画整理】
- 起点：高崎市栄町
- 終点：高崎市栄町
- 全長：0.2km
- 幅員：40.0m
- 高崎市栄町の群馬県道12号前橋高崎線（栄町交差点）から高崎市栄町の市道との交差点までの区間が含まれる。区画整理事業は、高崎市により1976年（昭和51年）度から1990年（平成2年）度まで周辺10.4haで施行された。

#### 東口【区画整理】
- 起点：高崎市栄町
- 終点：高崎市岩押町
- 全長：0.35km
- 高崎市栄町の市道との交差点から高崎市岩押町の市道との交差点までの区間が含まれる。区画整理事業は、高崎市により1954年（昭和29年）度から1959年（昭和34年）度まで周辺35.0haで施行された。

#### 高崎駅東口線第二工区【街路】
- 起点：高崎市岩押町
- 終点：高崎市上中居町
- 全長：0.56km
- 幅員：32.0m
- 車線：6車線
- 総事業費：29億円
- 高崎市岩押町の市道交差点（栄町交差点東0.4km）から上中居町（高崎市道高崎環状線交差点西0.2km）までの区間の道路拡幅事業（6車線化）の事業名である。無電柱化も実施された。全区間が群馬県道24号高崎伊勢崎線に指定されている。なお、街路事業は、2000年（平成12年）度から2013年（平成25年）度までの予定で実施された[9]。

#### 岩押【区画整理】
- 起点：高崎市岩押町
- 終点：高崎市岩押町
- 全長：0.35km
- 高崎市岩押町の市道との交差点から高崎市岩押町の市道との交差点までの区間が含まれる。区画整理事業は、高崎市により1967年（昭和42年）度から1973年（昭和48年）度まで周辺13.4haで施行された。

#### 高崎市道高崎環状線関連（事業名不詳）
- 起点：高崎市上中居町
- 終点：高崎市上中居町
- 全長：0.20km
- 高崎市上中居町の高崎市道高崎環状線との交差点西0.2kmから高崎市上中居町の高崎市道高崎環状線との交差点までの区間である。

#### 上中居【区画整理】
- 起点：高崎市上中居町
- 終点：高崎市上中居町
- 全長：0.60km
- 高崎市上中居町の高崎市道高崎環状線との交差点から中居町1丁目までの区間の事業名である。隣接する中居【区画整理】の0.35kmと合わせ、0.95kmが2006年（平成18年）3月27日に暫定2車線で開通した。全区間が群馬県道24号高崎伊勢崎線に指定されている。なお、区画整理事業は、高崎市により周辺9.4haで施行された。

#### 中居【区画整理】
- 起点：高崎市中居町1丁目
- 終点：高崎市中居町1丁目
- 全長：0.35km
- 高崎市上中居町との行政界から南大類町との行政界までの区間の事業名である。隣接する上中居【区画整理】の0.6kmと合わせ、0.95kmが2006年（平成18年）3月27日に暫定2車線で開通した。なお、区画整理事業は、高崎市により1971年（昭和46年）度から1977年（昭和52年）度まで周辺103.3haで施行された。

#### 高崎第二バイパス
- 全長：1.6km

#### 高崎工区【道路】
- 起点：高崎市中居町
- 終点：高崎市綿貫町
- 全長：3.40km
- 幅員：24.0m
- 車線：4車線
- 総事業費：11億円
- 高崎市中居町から高崎市綿貫町の国道354号（綿貫町北交差点）までの区間の道路拡幅事業（4車線化）の事業名である。なお、道路事業は、2008年（平成20年）度から2010年（平成22年）度まで実施された[9]。

#### 高崎玉村バイパス【道路】
- 起点：高崎市綿貫町
- 終点：佐波郡玉村町大字福島
- 全長：5.30km
- 幅員：13.0 (25.0) m
- 車線：4車線
- 総事業費：130億円
- 高崎市綿貫町の国道354号（綿貫町北交差点）から佐波郡玉村町大字福島の群馬県道40号藤岡大胡線（バイパス）までの区間の事業名である。全長5.3kmのうち、高崎市側が1.62km、玉村町側が3.68kmである。全区間が完成4車線で開通している。暫定2車線開通時期は、起点の高崎市綿貫町の国道354号（綿貫町北交差点）から玉村町大字与六分の都市計画道路与六分前橋線との交差点までの3.28kmが2011年（平成23年）6月12日、玉村町大字与六分の都市計画道路与六分前橋線との交差点から玉村町大字下新田の群馬県道40号藤岡大胡線（現道）の交差点までの1.20kmが2006年（平成18年）3月、玉村町大字下新田の群馬県道40号藤岡大胡線（現道）の交差点から終点の玉村町大字福島の群馬県道40号藤岡大胡線（バイパス）までの0.82kmが2001年（平成13年）12月であった。また完成4車線の開通時期は、起点の高崎市綿貫町の国道354号（綿貫町北交差点）から玉村町大字斉田までの3.30kmが2011年（平成23年）2月19日、玉村町大字斉田から終点の玉村町大字福島の群馬県道40号藤岡大胡線（バイパス）までの2.00kmが2014年（平成26年）12月であった。玉村町大字下新田の群馬県道40号藤岡大胡線（現道）から終点の0.82km区間は、盛土構造主体で建設されている。当区間には、一級河川井野川を渡る岩滝大橋、新広沢橋、一級河川滝川を渡る新田西橋がある。なお、道路事業は、1993年（平成5年）度から2016年（平成28年）度までの予定で実施された[9]。また、関越自動車道との交差地点には高崎玉村スマートICやその隣に道の駅玉村宿がある。これ以東の旧道区間は2017年現在、大部分が群馬県道142号綿貫篠塚線に降格している。

#### 玉村伊勢崎バイパス【道路】
- 起点：佐波郡玉村町大字福島[1]
- 終点：伊勢崎市田中町[1]
- 全長：3.03km
- 幅員：12.0 (25.0) m
- 車線：4車線
- 総事業費：116億円
- 玉村町大字福島の群馬県道40号藤岡大胡線（バイパス）から伊勢崎市田中町の群馬県道104号駒形柴町線（田中町南交差点）までの区間の事業名である。全長3.03kmのうち、玉村町側が1.89km、伊勢崎市側が1.14kmである。全区間が暫定2車線で開通したのは2014年（平成26年）8月31日であった[1]。2016年（平成28年）7月9日に全区間完成4車線で開通した[7]。両側の歩道は歩行者と自転車を植樹帯や縁石により分離した構造となっている。当区間には、一級河川利根川を渡る伊勢玉大橋がある。なお、道路事業は、2008年（平成20年）度から2017年（平成29年）度までの予定で実施されている[9]。

#### 韮塚工区（県道）【道路】
- 起点：伊勢崎市田中町
- 終点：伊勢崎市韮塚町
- 全長：1.06km
- 幅員：25.0m
- 車線：4車線
- 総事業費：12億円
- 伊勢崎市田中町の群馬県道104号駒形柴町線（田中町南交差点）から伊勢崎市韮塚町の市道（韮塚町交差点）までの区間の事業名である。群馬県の道路事業により整備された区間で、両側の歩道は歩行者と自転車を植樹帯や縁石により分離した構造となっている。当区間には、一級河川韮川を渡河する韮塚橋が含まれる。全長1.06kmのうち一級河川韮川から韮塚交差点までの237mは、伊勢崎市韮塚【区画整理】により改良工事まで実施された。2013年（平成25年）2月26日に完成4車線で開通し、全区間が群馬県道24号高崎伊勢崎線に指定されている。なお、道路事業は、2008年（平成20年）度から2012年（平成24年）度まで実施された[9]。

#### 伊勢崎市韮塚【区画整理】
- 起点：伊勢崎市韮塚町
- 終点：伊勢崎市韮塚町
- 全長：0.54km
- 幅員：35.0m
- 車線：4車線、両側側道
- 伊勢崎市韮塚町の韮塚町交差点の前後537m区間の事業名である。組合施工の区画整理事業により整備された区間で、環境施設帯として幅3.5mの植樹帯と幅6.0mの側道を両側に備えており、側道にはハンプが設置されている。起点の一級河川韮川から韮塚交差点までの237mは、本事業で改良工事まで実施し、開通までの整備は韮塚工区（県道）【道路】により実施された。韮塚町交差点から韮塚町と今井町の行政界までの300mは、隣接する南部幹線（今井工区）【街路】の全区間とともに1999年（平成11年）3月16日に開通し、全区間が群馬県道24号高崎伊勢崎線に指定されている。なお、区画整理事業は、1991年（平成3年）度から1998年（平成10年）度まで、周辺31.7haで施行された。

#### 南部幹線（今井工区）【街路】
- 起点：伊勢崎市今井町
- 終点：伊勢崎市中町
- 全長：0.34km
- 幅員：35m
- 車線：4車線、両側側道
- 伊勢崎市今井町から伊勢崎市中町の群馬県道18号伊勢崎本庄線（今井町北交差点）までの区間の事業名である。伊勢崎市の都市計画道路の一部として群馬県の街路事業により整備された区間で、環境施設帯として幅3.5mの植樹帯と幅6.0mの側道を両側に備えており、側道にはハンプが設置されている。当区間は、隣接する伊勢崎市韮塚【区画整理】の一部区間とともに1999年（平成11年）3月16日に開通し、全区間が群馬県道24号高崎伊勢崎線に指定されている。なお、街路事業は、1994年（平成6年）度から1999年（平成11年）度まで実施された。
- （ここでの南部幹線という呼称は事業名称の一部として用いられているものであり、伊勢崎市都市計画道路としての3.2.2南部幹線は、起点が佐波郡玉村町と伊勢崎市の行政界、終点が伊勢崎市南千木町と伊勢崎市境保泉の行政界の、延長6,140m区間であり、玉村伊勢崎バイパス【道路】の一部、韮塚工区（県道）【道路】、伊勢崎市韮塚【区画整理】、南部幹線【街路】の各工区、伊勢崎市南部【区画整理】、伊勢崎市茂呂第二【区画整理】の各事業で整備される。）

#### 南部幹線（中町工区）【街路】
- 起点：伊勢崎市中町
- 終点：伊勢崎市山王町
- 全長：0.7km
- 幅員：35m
- 車線：4車線、両側側道
- 伊勢崎市中町の群馬県道18号伊勢崎本庄線（今井町北交差点）から伊勢崎市山王町（今井町北交差点東0.7km付近）までの区間の事業名である。伊勢崎市の都市計画道路の一部として群馬県の街路事業により整備された区間で、環境施設帯として幅3.5mの植樹帯と側道を備えており、側道にはハンプが設置されている。全区間が群馬県道18号伊勢崎本庄線に指定されている。なお、街路事業は1988年（昭和63年）度から1994年（平成6年）度まで実施された。

#### 伊勢崎市南部【区画整理】
- 起点：伊勢崎市山王町
- 終点：伊勢崎市ひろせ町
- 全長：0.9km
- 幅員：35m
- 車線：4車線、両側側道
- 伊勢崎市山王町（今井町北交差点東0.7km付近）から、伊勢崎市ひろせ町の市道（茂呂大橋西交差点）までの区間の事業名である。組合施工の区画整理事業により整備された区間で、環境施設帯として幅3.5mの植樹帯と幅6.0mの側道を両側に備える。起点からひろせ町交差点までは群馬県道18号伊勢崎本庄線に、ひろせ町交差点から終点までは群馬県道295号境島村今泉線に指定されている。1980年、1981年（昭和55、56年）度に側道部改良工事、1982年、1983年（昭和57、58年）度に車道部改良工事、1983年（昭和58年）度に側道部舗装工事、1984年（昭和59年）度に車道部舗装工事と植栽工事が施工され、1985年（昭和60年）度に組合から道路管理者へ管理が引き継がれた。なお、区画整理事業は、1979年（昭和54年）度から1988年（昭和63年）度まで、周辺43.9haで施行された。（伊勢崎市南部土地区画整理事業完成記念誌より）

#### 南部幹線（茂呂工区）【街路】
- 起点：伊勢崎市ひろせ町
- 終点：伊勢崎市美茂呂町
- 全長：0.5km
- 車線：4車線、一部は両側側道
- 伊勢崎市ひろせ町の茂呂大橋西交差点から伊勢崎市美茂呂町の広瀬川左岸までの事業名である。伊勢崎市の都市計画道路の一部として群馬県の街路事業により整備された。当区間には広瀬川を渡る茂呂大橋がある。全区間が群馬県道295号境島村今泉線に指定されている。なお、街路事業は1991年（平成3年）度から1997年（平成9年）度まで実施された。

#### 伊勢崎市茂呂第二【区画整理】
- 起点：伊勢崎市美茂呂町
- 終点：伊勢崎市南千木町
- 全長：1.2km
- 車線：4車線、一部は両側側道
- 伊勢崎市美茂呂町の広瀬川左岸から、伊勢崎市南千木町と境保泉の行政界までの区間の事業名である。組合施工の区画整理事業により整備された区間で、起点から茂呂町二丁目中央交差点までは、環境施設帯として幅3.5mの植樹帯と幅6.0mの側道を両側に備える。起点から茂呂町二丁目中央交差点までは群馬県道295号境島村今泉線に、茂呂町二丁目中央交差点から終点までは群馬県道14号伊勢崎深谷線に指定されていた。なお、区画整理事業は、1994年（平成6年）度から2004年（平成16年）度まで、周辺79.4haで施行された。

#### 境工区【道路】
- 起点：伊勢崎市境保泉
- 終点：伊勢崎市境木島
- 全長：2.85km
- 幅員：25.0m
- 車線：4車線
- 総事業費：30億円
- 伊勢崎市南千木町と境保泉の行政界から伊勢崎市境木島の群馬県道14号伊勢崎深谷線（境木島交差点）までの区間の事業名である。暫定2車線整備事業においては、全長2.85kmのうち、起点の伊勢崎市南千木町と境保泉の行政界から伊勢崎市境上武士の市道までの1.45kmは伊勢崎市施工区間であり、伊勢崎市境上武士の市道から終点の伊勢崎市境木島の群馬県道14号伊勢崎深谷線（境木島交差点）までの1.40kmは群馬県施工区間である。当区間には、一級河川粕川を渡る剛志大橋、東武伊勢崎線を跨ぐ境木島跨線橋がある。2013年（平成25年）3月22日に暫定2車線（南側）で開通し、全区間が群馬県道14号伊勢崎深谷線に指定されている。この暫定2車線整備事業は、2007年（平成19年）度から2012年（平成24年）度まで実施された[9]。現在は東武伊勢崎線を挟んで並行する群馬県道14号伊勢崎深谷線のバイパスとして完成4車線整備事業が群馬県により全区間2.85kmで実施されている[10]。

#### 境バイパス
- 起点：伊勢崎市境木島
- 終点：伊勢崎市境三ツ木
- 車線：4車線
- 伊勢崎市境木島の群馬県道14号伊勢崎深谷線（境木島交差点）から伊勢崎市境三ツ木の国道17号上武道路（境三ツ木交差点）までの区間名である。この区間は上武道路へのアクセス路として1981年（昭和56年）に開通した。一部区間は、伊勢崎市（当時佐波郡境町）施工の区画整理事業（境町駅北土地区画整理事業、1978年（昭和53年）度から1990年（平成2年）度まで、事業面積79.0ha）により整備され、それ以外の区間は群馬県の道路事業により整備された。なお起点の境木島交差点から国道354号現道の境萩原交差点の群馬県道14号伊勢崎深谷線も重複して国道354号に指定されていた。

#### 新田太田バイパス
- 起点：伊勢崎市境三ツ木
- 終点：太田市下田島町
- 車線：4車線
- 伊勢崎市境三ツ木の国道17号上武道路（境三ツ木交差点）から太田市下田島町の群馬県道275号由良深谷線（下田島交差点）までの区間の事業名である。1996年（平成8年）11月に暫定2車線で開通した。

#### 新田尾島工区【道路】
- 起点：伊勢崎市境三ツ木
- 終点：太田市粕川町
- 全長：4.07km
- 幅員：25.0m
- 車線：4車線
- 総事業費：19億円
- 伊勢崎市境三ツ木の国道17号上武道路（境三ツ木交差点）から太田市粕川町の群馬県道311号新田上江田尾島線との交差点の西300mまでの区間の道路拡幅事業（4車線化）の事業名である。当区間には、一級河川石田川を渡る小石田橋、東武伊勢崎線を跨ぐ新南跨線橋がある。なお、道路事業は、2009年（平成21年）度から2016年（平成28年）度までの予定で実施された[9]。

#### 太田市内交差点改良【道路】
- 起点：太田市泉町
- 終点：太田市下田島町
- 全長：1.20km
- 幅員：25.0m〜35.0m
- 車線：4車線
- 総事業費：4.5億円
- 太田市泉町の群馬県道311号新田上江田尾島線との交差点の西300mから太田市下田島町の群馬県道275号由良深谷線（下田島交差点）までの区間の、道路拡幅事業（4車線化）の事業名である。当区間には一級河川大川を渡る泉橋、一級河川高寺川を渡る中根橋がある。なお、道路事業は、2008年（平成20年）度から2011年（平成23年）度まで実施された[9]。

#### 太田西部工業団地【区画整理】
- 起点：太田市下田島町
- 終点：太田市細谷町
- 車線：4車線
- 太田市下田島町の群馬県道275号由良深谷線（下田島交差点）から太田市細谷町の市道（細谷町交差点）までの区間の事業名である。当区間には一級河川聖川を渡る橋がある。なお、区画整理事業は、群馬県により1971年（昭和46年）から1972年（昭和47年）まで周辺83.3haで施行された。

#### 太田バイパス【道路】
- 起点：太田市細谷町
- 終点：太田市福沢町
- 全長：0.7km
- 幅員：32.0m
- 車線：4車線、両側歩道
- 太田市細谷町の市道（細谷町交差点）から太田市福沢町の群馬県道301号妻沼小島太田線（福沢町北交差点）までの区間の事業名である。2006年（平成18年）3月27日に完成4車線で開通した。当区間には一級河川蛇川を渡る橋がある。

#### 東毛幹線（太田工区）【街路】
- 起点：太田市福沢町
- 終点：太田市西矢島町
- 全長：1.8km
- 幅員：30.0m
- 車線：4車線
- 太田市福沢町の群馬県道301号妻沼小島太田線（福沢町北交差点）から太田市西矢島町の国道407号（西矢島町南交差点）までの区間の事業名である。全区間が群馬県道341号太田熊谷線に指定されている。2006年（平成18年）10月24日に完成4車線で開通した。当区間には一級河川八瀬川を渡る橋がある。なお、街路事業は、1995年（平成7年）度から2007年（平成19年）度まで実施された。

#### 太田第二工区【街路】
- 起点：太田市西矢島町
- 終点：太田市東矢島町
- 全長：1.41km
- 幅員：30.0m〜43.0m
- 車線：4車線
- 総事業費：51億円
- 太田市西矢島町の国道407号（西矢島町南交差点）の西側から太田市東矢島町の都市計画道路小舞木寄木戸線との交差点までの区間の事業名である。2014年（平成26年）4月11日に、隣接する東毛幹線（東別所工区）0.95kmとともに完成4車線で開通した。なお、街路事業は、2008年（平成20年）度から2013年（平成25年）度までの予定で実施された[9]。

#### 東毛幹線（東別所工区）【街路】
- 起点：太田市東別所町
- 終点：太田市東別所町
- 全長：0.95km
- 幅員：30.0m〜32.0m
- 車線：4車線
- 総事業費：17億円
- 太田市東別所町の都市計画道路小舞木寄木戸線から大泉町大字坂田の都市計画道路東別所仙石線との交差点までの区間の事業名である。2014年（平成26年）4月11日に、隣接する太田第二工区1.41kmとともに完成4車線で開通した。なお、街路事業は、2009年（平成21年）度から2013年（平成25年）度までの予定で実施された[9]。

#### 東別所南部地区【区画整理】
- 全長：0.95km

#### 坂田古氷地区【区画整理】
- 起点：大泉町大字坂田
- 終点：大泉町大字坂田
- 全長：0.24km
- 幅員：30.0m
- 車線：4車線
- 大泉町大字坂田の都市計画道路東別所仙石線との交差点から東240mまでの区間の事業名である。2009年（平成21年）度に、隣接する大泉工区の一部0.57kmと合わせた0.81kmが完成4車線で開通した。

#### 東毛幹線（大泉工区）【街路】
- 起点：邑楽郡大泉町大字坂田
- 終点：太田市竜舞町
- 全長：1.92km
- 幅員：30.0m〜32.0m
- 車線：4車線
- 総事業費：48億円
- 邑楽郡大泉町大字坂田から太田市竜舞町の群馬県道38号足利千代田線（大泉町交差点）までの区間の事業名である。2009年（平成21年）度に、隣接する坂田古氷地区0.24kmとともに、大泉町大字いずみの都市計画道路東別所坂田線との交差点までの0.57kmが完成4車線で開通した。また、大泉町大字いずみの都市計画道路東別所坂田線との交差点から太田市竜舞町の群馬県道38号足利千代田線（大泉町交差点）までの1.35kmは、2008年（平成20年）8月23日に暫定2車線（西側）で開通し、2010年（平成22年）度に完成4車線で開通した。当区間には、一級河川休泊川を渡る築比地橋がある。なお、街路事業は、1999年（平成11年）度から2011年（平成23年）度まで実施された[9]。

#### 大泉邑楽バイパス【道路】
- 起点：邑楽郡大泉町北小泉
- 終点：邑楽郡邑楽町大字篠塚
- 全長：4.85km
- 幅員：13 (25.0) m
- 車線：4車線
- 総事業費：82億円
- 邑楽郡大泉町北小泉の群馬県道38号足利千代田線（大泉町交差点）から邑楽郡邑楽町大字篠塚までの区間の事業名である。邑楽郡大泉町北小泉の群馬県道38号足利千代田線（大泉町交差点）邑楽町大字篠塚の群馬県道152号赤岩足利線（篠塚交差点）までの3.05kmは、2013年（平成25年）9月28日に暫定2車線で開通した。当区間には、東武小泉線を跨ぐ邑楽跨線橋と太田跨線橋がある。また、邑楽町大字篠塚の群馬県道152号赤岩足利線（篠塚交差点）から邑楽町大字篠塚の大黒交差点東の現道との交差点までの1.80kmは、現道拡幅により完成4車線で開通している。当区間には一級河川孫兵衛川を渡る篠塚橋がある。なお、道路事業は、1996年（平成8年）度から2014年（平成26年）度までの予定で実施された[9]。また、大泉町大字上小泉と太田市八重笠町の境界付近（上小泉交差点）には2014年（平成26年）4月11日に国道122号八重笠道路が接続された[4]。

館林バイパス
- 起点：邑楽郡邑楽町大字篠塚
- 終点：館林市羽附旭町
- 車線：4車線
- 邑楽郡邑楽町大字篠塚の国道354号（現道）の篠塚交差点から、館林市羽附旭町の国道354号（現道）との交点を結ぶ。この区間の新宿2丁目交差点～緑町交差点の間は長らく板倉町方面が2車線に対し、邑楽町方面が1車線という3車線の構造であったが、2017年（平成29年）3月に拡幅工事が完了し4車線化された。

#### 館林工区【道路】2.0km、館林第2工区【道路】L=3.0km
- 起点：邑楽町大字狸塚
- 終点：館林市小桑原町
- 全長：5.00km（館林工区2.0km、館林第2工区3.0km）
- 幅員：25.0m〜27.0m
- 車線：4車線
- 総事業費：13億円
- 邑楽町大字狸塚の群馬県道361号矢島大泉線（高源寺北交差点）から館林市小桑原町の国道122号（小桑原交差点）までの区間の道路拡幅事業（4車線化）の事業名である。2011年（平成23年）3月6日に4車線化が完成した。なお、道路事業は、2008年（平成20年）度から2010年（平成22年）度まで実施された。また、区間の途中の館林市苗木町付近には国道122号館林明和バイパスが2018年（平成30年）3月26日に接続された[11]。

#### 板倉バイパス【道路】
- 起点：館林市羽附旭町
- 終点：邑楽郡板倉町大字板倉
- 車線：暫定2車線 / 完成4車線
- 館林市羽附旭町の国道354号（現道）との交点から、邑楽郡板倉町大字板倉の国道354号の板倉ゴルフ場入口交差点を結ぶ。これ以東は板倉北川辺バイパスに直結し[12]、その先埼玉県加須市と茨城県古河市の境の新三国橋へと接続される。

### 交通量
2005年度（平成17年度道路交通センサスより）
平日24時間交通量（台）
- 伊勢崎市境西今井128-1：13,106
- 太田市下田島町932-1：21,232
- 板倉町大字板倉1724：4,299

## 地理

### 通過する自治体
- 群馬県
  - 高崎市 - 佐波郡玉村町 - 伊勢崎市 - 太田市 - 邑楽郡大泉町 - 邑楽郡邑楽町 - 館林市 - 邑楽郡板倉町

### 交差する道路
- 上側が起点側、下側が終点側。左側が上り側、右側が下り側。
- 交差する道路の特記がないものは市道。

| 交差する道路                                 | 交差する道路                   | 交差する場所 | 交差する場所       |
| -------------------------------------------- | ------------------------------ | ------------ | ------------------ |
| 高崎駅東口                                   |                                |              |                    |
| 県道12号前橋高崎線                           | 県道12号前橋高崎線             | 高崎市       | 栄町               |
| 〈環状線〉                                   | 〈環状線〉                     | 高崎市       | 上中居町北         |
| 県道133号元島名倉賀野線                      | 県道133号元島名倉賀野線        | 高崎市       | 下大類町西         |
| 県道13号前橋長瀞線                           | 県道13号前橋長瀞線             | 高崎市       | 綿貫町北           |
| E17 関越自動車道 9-1高崎玉村IC               | -                              | 高崎市       | 高崎玉村IC下り入口 |
| -                                            | E17 関越自動車道 9-1高崎玉村IC | 玉村町       | 高崎玉村IC上り入口 |
| 県道40号藤岡大胡線                           | 県道40号藤岡大胡線             | 玉村町       | 福島南             |
| 県道40号藤岡大胡線（バイパス）               | 県道40号藤岡大胡線（バイパス） | 玉村町       | 文化センター入口   |
| 県道104号駒形柴町線                          | 県道104号駒形柴町線            | 伊勢崎市     | 田中町南           |
| 県道18号伊勢崎本庄線                         | 県道18号伊勢崎本庄線           | 伊勢崎市     | 今井町北           |
| 国道462号                                    | 国道462号                      | 伊勢崎市     | ひろせ町           |
| 県道14号伊勢崎深谷線                         | 県道295号境島村今泉線          | 伊勢崎市     | 茂呂町二丁目中央   |
| 県道293号香林羽黒線                          | 県道293号香林羽黒線            | 伊勢崎市     | 伊勢崎高校西       |
| 県道14号伊勢崎深谷線                         | 県道14号伊勢崎深谷線           | 伊勢崎市     | 境木島             |
| 県道312号太田境東線                          | 県道312号太田境東線            | 伊勢崎市     | 境西今井           |
| 国道17号〈上武道路〉                         | 国道17号〈上武道路〉           | 伊勢崎市     | 境三ッ木           |
| -                                            | 県道69号大間々世良田線         | 太田市       | 小角田北           |
| 県道69号大間々世良田線                       | -                              | 太田市       | （無名交差点）     |
| 県道311号新田上江田尾島線                    |                                | 太田市       | （無名交差点）     |
|                                              | 県道311号新田上江田尾島線      | 太田市       | （無名交差点）     |
| 県道275号由良深谷線                          | 県道275号由良深谷線            | 太田市       | 下田島             |
| 県道301号小島太田線                          | 県道301号小島太田線            | 太田市       | 福沢町北           |
| 国道407号                                    | 国道407号                      | 太田市       | 西矢島町南         |
| 県道313号太田大泉線                          | 県道313号太田大泉線            | 大泉町       | 西原               |
| 県道38号足利千代田線                         | 県道38号足利千代田線           | 大泉町       | （無名交差点）     |
| 国道122号〈八重笠道路〉                      | 国道122号〈八重笠道路〉        | 大泉町       | 上小泉             |
| 群馬県道142号綿貫篠塚線                      | 群馬県道142号綿貫篠塚線        | 邑楽町       | 篠塚西             |
| 県道152号赤岩足利線                          | 県道152号赤岩足利線            | 邑楽町       | 篠塚               |
| 県道20号足利邑楽行田線                       | 県道20号足利邑楽行田線         | 邑楽町       | 狸塚南             |
|                                              | 県道361号矢島大泉線            | 邑楽町       | 高源寺北           |
| 県道314号古戸館林線                          | 県道314号古戸館林線            | 邑楽町       | 赤堀               |
| 都市計画道路3・3・3号青柳広内線（事業中）    | 国道122号（館林明和バイパス）  | 館林市       | クリーンセンター前 |
| 国道122号                                    | 国道122号旧道                  | 館林市       | 小桑原             |
|                                              | 県道7号佐野行田線              | 館林市       | 新宿二丁目         |
| 県道2号前橋館林線                            | 県道366号江口館林線            | 館林市       | 緑町               |
| 県道304号今泉館林線                          | 県道304号今泉館林線            | 館林市       | 上赤生田           |
| 県道372号つつじが岡線                        |                                | 館林市       | つつじが岡入口     |
| 県道362号山王赤生田線                        | 県道362号山王赤生田線          | 館林市       | 羽附               |
| E4 東北自動車道 6館林IC                      | E4 東北自動車道 6館林IC        | 館林市       | 館林インター前     |
| 県道363号斗合田岩田岡里線                    | 県道363号斗合田岩田岡里線      | 板倉町       | 岩田               |
| 県道364号除川板倉線                          |                                | 板倉町       | 板倉ゴルフ場入口   |
| 県道367号海老瀬下五箇線                      |                                | 板倉町       | 小保呂             |
| 国道354号旧道 柳生駅方面                     | 県道367号海老瀬下五箇線        | 板倉町       | 小保呂東           |
| 国道354号（板倉北川辺バイパス） 境・古河方面 |                                |              |                    |

### 沿線の施設など
- 関東地方整備局高崎河川国道事務所
- 群馬県立高崎高等特別支援学校
- 道の駅玉村宿
- 利根川
- 湯楽の里伊勢崎店
- 広瀬川
  - 茂呂大橋
- 群馬県立伊勢崎高等学校
- 東武伊勢崎線
- 早川
  - 三ツ木大橋
- 太田市立木崎中学校
- 東武伊勢崎線
- 高山彦九郎宅跡
- 群馬農政事務所渡良瀬川中央農地防災事業所
- SUBARU群馬製作所大泉工場
- 東武小泉線
  - 太田跨線橋
  - 邑楽跨線橋
- 邑楽町立邑楽南中学校
- 東武伊勢崎線
- 谷田川
- 板倉ゴルフ場